# Incapacidad permanente
Incapacidad permanente (IP) es la situación laboral del trabajador que, después de haber estado sometido al tratamiento prescrito y de haber sido dado de alta médicamente, presenta reducciones anatómicas o funcionales graves, susceptibles de determinación objetiva y previsiblemente definitivas, que disminuyan o anulen su capacidad laboral. No impedirá tal calificación la posibilidad de recuperación de la capacidad laboral del incapacitado, si dicha posibilidad se estima médicamente como incierta o a largo plazo.
Una vez otorgada tal calificación, es frecuente que se hagan revisiones periódicas cada cierto tiempo (la Seguridad Social se encarga de notificar cuándo). También existe la posibilidad de que, en los casos más graves, se considere no hacer más revisiones en el futuro debido a que, médicamente hablando, se tiene la certeza de que el incapacitado no mejorará.

## Clasificación
La incapacidad permanente puede tener varios grados. No todos los grados impiden al trabajador ejercer su profesión. Dependerá del grado de discapacidad la prestación por incapacidad permanente que cobre el trabajador. Podemos distinguir los siguientes:
- Incapacidad permanente parcial para la profesión habitual: Con una disminución del rendimiento de trabajo del 33% como mínimo.

- Incapacidad permanente total para la profesión habitual: El trabajador puede seguir dedicándose a una profesión distinta.

- Incapacidad permanente absoluta para todo trabajo: Inhabilita al trabajador para toda profesión.

- Gran invalidez: Necesitando la asistencia de otras personas para su cuidado básico.

## Discapacidad
Las reducciones anatómicas o funcionales existentes, en la fecha de afiliación del interesado en la Seguridad Social, no impedirán la calificación de la situación de IP, cuando se trate de personas discapacitadas y, con posterioridad a la afiliación, tales reducciones se hayan agravado provocando, por sí mismas o por concurrencia con nuevas lesiones o enfermedades, una disminución o anulación de la capacidad laboral que tenía el interesado en el momento de su afiliación.

## Incapacidad temporal
La incapacidad permanente habrá de derivarse de la situación de incapacidad temporal, salvo que afecte a quienes carezcan de protección en cuanto a dicha incapacidad temporal, bien por encontrarse en una situación asimilada a la de alta, que no la comprenda, bien en los supuestos de asimilación a trabajadores por cuenta ajena, en los que se dé la misma circunstancia, bien en los casos de acceso a la incapacidad permanente desde la situación de no alta.

#### Organizaciones y leyes en España
- Incapacidad Permanente Seguridad Social
- Cuánto se cobra por una Incapacidad Permanente

- Datos: Q3149816